# Marcial Mes
Pour les articles homonymes, voir MES.
Marcial Mes, né le 31 octobre 1949 et mort le 26 mai 2014, est un homme politique bélizien, membre du Parti uni du peuple. 

## Biographie
Marcial Mes est né le 31 octobre 1949 et travaille dans l'enseignement des années 1970 jusqu’à la fin des années 1990. Il est professeur d'école entre 1974 et 1979 puis devient directeur d'école de 1981 à 1998. Tous les postes qu'il occupe sont situés dans le district de Toledo.
Il est élu à la Chambre des représentants en 1998, représentant la circonscription de Toledo West. Il est le premier Bélizien d'origine Maya à être nommé à la Chambre. Il occupera le poste durant deux mandats, jusqu'en 2008,. En 1998, il est également nommé ministre du Développement rural et de la Culture, poste qu'il occupe jusqu'en 2001, puis ministre du Développement rural de 2001 à 2003 et ministre du Développement humain, des Collectivités locales et du Travail de 2003 à 2005. Par son travail au ministère, il a permis de développer l'accès à l'eau et à l'électricité pour de nombreux villages isolés du sud du pays ; de construire des écoles ; et développer aussi l'accès aux soins.
En janvier 2007, Mes est brièvement suspendu de ses fonctions de ministre d'État au sein du ministère du Développement national, en raison d'une accusation de délit de fuite, mais l'affaire n'est pas portée devant les tribunaux et Mes est rétabli dans ses fonctions,. En 2008, il se retire de la politique,. Cette même année, il est arrêté pour avoir conduit en état d'ivresse et causé un accident.
Le 26 mai 2014, Marcial Mes meurt dans un accident de la route près de Yemeri Grove, alors qu'il rentre chez lui à San Marcos. Ses obsèques ont lieu à San Pedro Columbia.

### Vie privée
Marcial Mes est marié et a trois fils et cinq filles,.